# Estado Oriental do Uruguai
```
   |-
       |
Erro:
:  
valor não especificado para "
nome_comum
"
```

Estado Oriental do Uruguai foi a primeira denominação da atual República Oriental do Uruguai. Essa denominação foi dada ao país pela primeira Constituição promulgada em 28 de junho de 1830 e jurada pelo povo em 18 de julho do mesmo ano.

## Surgimento do Estado
A Assembleia havia se instalado em San José em 22 de novembro de 1828. A Comissão de Constituição e Legislação foi presidida por Jaime Zudáñez e integrada, além disso, por José Ellauri, Luis B. Cavia, Cristóbal Echevarriarza e Solano García. Outros membros da Assembleia que tiveram destacada participação na elaboração da Constituição, foram Miguel Barreiro, Juan Benito Blanco, Alejandro Chucarro, Lázaro Gadea, Ramón Massini, Juan María Pérez e Lorenzo Justiniano Pérez. O trabalho da Comissão foi apresentado à Assembleia em 6 de maio de 1829 e aprovado pela mesma em 3 de setembro de 1829.
A decisão do nome do novo Estado foi tomada pela Assembleia na sessão de 7 de maio de 1829. A Comissão de Constituição e Legislação tinha proposto o nome de "Estado de Montevidéu" ("Estado de Montevideo"). Lázaro Gadea propôs que não lhe parecia conveniente o nome, uma vez que não compreendia tudo, mas uma parte do Estado e tal distinção poderia fazer ciúmes aos outros departamentos. Foram propostos os nomes alternativos de "Estado Norte Argentino" ("Estado Nord Argentino") e "Estado Oriental do Uruguai" ("Estado Oriental del Uruguay"), sendo eleito este último.
O primeiro chefe de Estado foi José Rondeau, designado pela Assembleia Geral Constituinte e Legislativa reunida na Flórida, em votação unânime, como Governador e Capitão Geral Provisório. Rondeau prestou juramento em 22 de dezembro de 1828 perante a Sala de Representantes que na época funcionava em Canelones e renunciou em 17 de abril de 1830, após a aprovação da constituição.
Apesar de ser essa a denominação do novo Estado, em vários tratados utilizou-se o nome de "República Oriental do Uruguai". Por exemplo, no Tratado para uma aliança ofensiva e defensiva celebrado entre Brasil, Uruguai e Entre Ríos em Montevidéu em 29 de maio de 1851 expressa, em seu artigo 1°, que "Sua majestade o imperador do Brasil, a República Oriental do Uruguai e o Estado de Entre Ríos se unem em aliança ofensiva e defensiva, para o fim de manter a independência e pacificar o território da mesma república."
Também no Tratado de paz, Amizade, Comércio e Navegação, celebrado na cidade do Paraná em 7 de março de 1856 entre a Confederação Argentina e o Império do Brasil, se faz menção (artigo 3°) a que "as duas altas partes contratantes (...) confirmam e ratificam a obrigação de defender a independência e integridade da República Oriental do Uruguai...".

## Limites com oImpério do Brasil
Os limites entre o Estado Oriental do Uruguai e o Brasil foram definitivamente estabelecidos no Tratado de Limites assinado em 12 de outubro de 1851. No entanto, esse tratado tem antecedentes de controvérsia e os limites originais variaram, basicamente a favor do Brasil. O primeiro antecedente é o chamado "Tratado de la Farola", assinado em 30 de janeiro de 1819 por Juan Francisco Giró e Juan José Durán, Regidor do Cabildo de Montevidéu com o Reino Unido de Portugal, Brasil e Algarves, que tinha invadido a Província Oriental. Por este tratado se cedeu a soberania das Missões Orientais ao Brasil, em troca da ereção de um farol no Porto de Montevidéu. Os territórios ali cedidos foram depois recuperados parcialmente durante a Guerra da Cisplatina. Os limites setentrionais reclamados eram, ao norte, as nascentes do Rio Negro (incluindo a cidade de Bagé ou Valles); ao nordeste, o Rio Piratini; e, ao noroeste, o Rio Ibicuy.
Em 1820, o Reino Unido de Portugal, Brasil e Algarves designou Carlos Federico Lecor como Capitão-Geral e Governador dos territórios invadidos da Província Oriental, trocando o nome pelo de "Província Cisplatina" (o que se conspirava que os portugueses procuravam criar uma província Transplatina em Buenos Aires). Produzida a independência do Brasil, a guarnição de Montevidéu se declarou fiel ao rei de Portugal. Mas Lecor, depois de algumas semanas de dúvidas, decidiu declarar-se súdito do Imperador Pedro I do Brasil. Essa situação foi formalizada em 1821 quando um congresso de uruguaios, o chamado Congresso Cisplatino, votou a incorporação da Província Cisplatina a esse império.
O ato de incorporação fixou os limites da nova província. Os limites que se fixaram foram: pelo Leste, o Oceano Atlântico; pelo Sul, o Rio da Prata; pelo Oeste, o Rio Uruguai; e pelo Norte o Rio Quareim até a Cuchilha de Santa Ana. Nesse ato, territórios tradicionalmente pertencentes à Província Cisplatina, como as Missões Orientais, foram anexados definitivamente à jurisdição da Província de São Pedro do Rio Grande do Sul.
Em 1851 foi celebrado o tratado básico de forma desfavorável para o Uruguai por parte do partido colorado em virtude da necessidade de obter ajuda militar e econômica do Brasil. No momento da assinatura do tratado o Uruguai terminava de sair de uma guerra civil, conhecida como Guerra Grande. Ambos os países renunciaram a certas pretensões: o Uruguai aos limites fixados na ata de incorporação de 1821 e que faziam referência ao Tratado de San Ildefonso assinado em 1777, e o Brasil ao acordo Cabildo-Lecor. Além disso, estabeleceu-se como base para regular os limites o "uti possidetis", que consiste em que os Estados continuariam a possuir o que já possuíam. A paz da Grande Guerra foi assinada em 8 de outubro de 1851. Segundo o acordo, o Uruguai estava sob o controle do Governo da Defesa, que se comprometeu a convocar eleições o mais rapidamente possível.
O tratado estabelecia, além disso, exceções ao uti possidetis, em virtude de que certos proprietários brasileiros na região fronteiriça tinham interesse em continuar sob soberania brasileira, apesar de ficarem em território uruguaio. Foram determinadas, portanto, três zonas dentro do território uruguaio que ficarão sob soberania brasileira: o Cantinho de Artigas, o Cantinho de Santa Victoria e o "Trapézio de Bagé". Também ficaram sob soberania brasileira as ilhas localizadas na desembocadura do rio Quareim, incluindo a ilha Brasileira, a qual o Uruguai objetou em 1928 que geograficamente não se encontraria na desembocadura, senão que no rio Uruguai, e portanto não devia ser brasileira. Também se estabeleceu a exclusiva navegação por parte do Brasil da Laguna Merín e do rio Yaguarón e se cedeu ao Brasil uma zona de meia légua em uma das margens do rio Cebolatí, aos efeitos da construção de um porto.
O diplomata Andrés Lamas havia conseguido que o Império do Brasil se comprometesse a intervir no conflito em favor do Governo da Defesa. Com a assinatura do tratado, Andrés Lamas pagou, em nome do Uruguai, um pesado preço pela intervenção solicitada. Além do tratado de limites, o acordo incluiu mais quatro tratados: "de aliança, de prestação de socorros, de comércio e navegação e de extradição". Por eles, o Uruguai permitia a participação de forças militares brasileiras em seus conflitos internos a pedido do "governo legítimo" do país, recebia um empréstimo de 138 mil patacones e reconhecia, em troca, uma dívida de guerra de 300 mil, em garantia do pagamento do qual consentava em alienar as suas receitas públicas, declarava livre a navegação do rio Uruguai e dos seus afluentes, Aceitava a proibição de taxar a exportação do tasajo e do gado em pé para o Brasil e obrigava-se a devolver ao Brasil os escravos que escapassem e buscassem refúgio na República.
A historiografia branca tratou com extrema dureza aqueles que sustentaram a defesa de Montevidéu, acusando-os de ter vendido a metade do país para salvar seus interesses. No outro extremo, os historiadores colorados glorificaram o autodenominado "governo da defesa", consagrando seus dirigentes como os "salvadores da independência nacional" ante as pretensões expansivas de Juan Manuel de Rosas e acusando Manuel Oribe de "traidor". Os homens do Governo do Cerrito acreditavam defender a soberania nacional ante a constante presença estrangeira e levantaram a "causa americana", anti-imperialista e nacional. Os do Governo da Defesa acreditaram representar a causa da liberdade e da civilização diante da qual chamavam "barbárie" dos chefes, inclusive dos que transitoriamente os apoiaram. No Mitchell’s New General Atlas publicado por Augustus Mitchell, Jr., filho do geógrafo americano S. Augustus Mitchell, em 1860 pode-se apreciar quais seriam os limites prévios à assinatura do tratado de 1851.
Em 1852, com a mediação da Argentina, conseguiram-se modificar certos aspectos do tratado: renúncia brasileira à meia língua e supressão do Cantinho de Santa Vitória. A maior crítica feita pelo Uruguai ao tratado foi a exclusividade de navegação brasileira na Lagoa Merín. A política uruguaia a respeito foi tendente a obter a navegação da lagoa.
Em 1857, foi assinado um tratado de Comércio e Navegação, no qual se reconheceu a conveniência mútua nas relações entre ambos os países em abrir a navegação da Lagoa Merín e do rio Yaguarón, mas depois de estudos realizados pelo Brasil. Este tratado não foi ratificado.
Em 30 de outubro de 1909 foi assinado o Tratado da Lagoa Merín, pelo qual o Brasil cedeu ao Uruguai a navegação livre na Lagoa Merín e no Yaguarón e, além disso, a plena soberania sobre a metade dessas águas, divididas pelo critério da linha média, do talweg ou uma linha convencional quebrada conforme os casos.
Em 7 de maio de 1913, foi assinada uma Convenção modificando o limite no arroio San Miguel. Em 20 de dezembro de 1933, foi estabelecido o Estatuto Jurídico da Fronteira, e em 21 de julho de 1972 foram trocadas notas sobre a frente marítima à altura da Foz do rio Chuy.

## Nova constituição e mudança de nome
O país obteria seu nome atual, o nome oficial haveria de ser mudado definitivamente pelo da República Oriental do Uruguai na Constituição de 1918, plebiscitada em 25 de novembro de 1917, que entrou a reger em 1.º de março de 1919. Esta Constituição substituiu a Presidência por um Poder Executivo dividido entre um Presidente eleito pelo povo e um Conselho Nacional de Administração colegiado, também eleito diretamente pelos cidadãos, composto por 9 membros - 2/3 da lista mais votada do partido mais votado e 1/3 da lista do partido que o seguisse em número de votos, o que estabeleceu de fato a co-participação de brancos e vermelhos no governo, descentralizou o Estado e outorgou autonomia municipal. As Chefias Departamentais governadas pelo executivo nacional foram substituídas por concelhos autônomos também colegiados, e ocorreu a separação entre a Igreja Católica e o Estado, que passou a ser laico, terminando com a união preexistente.